# Squadra d'oro

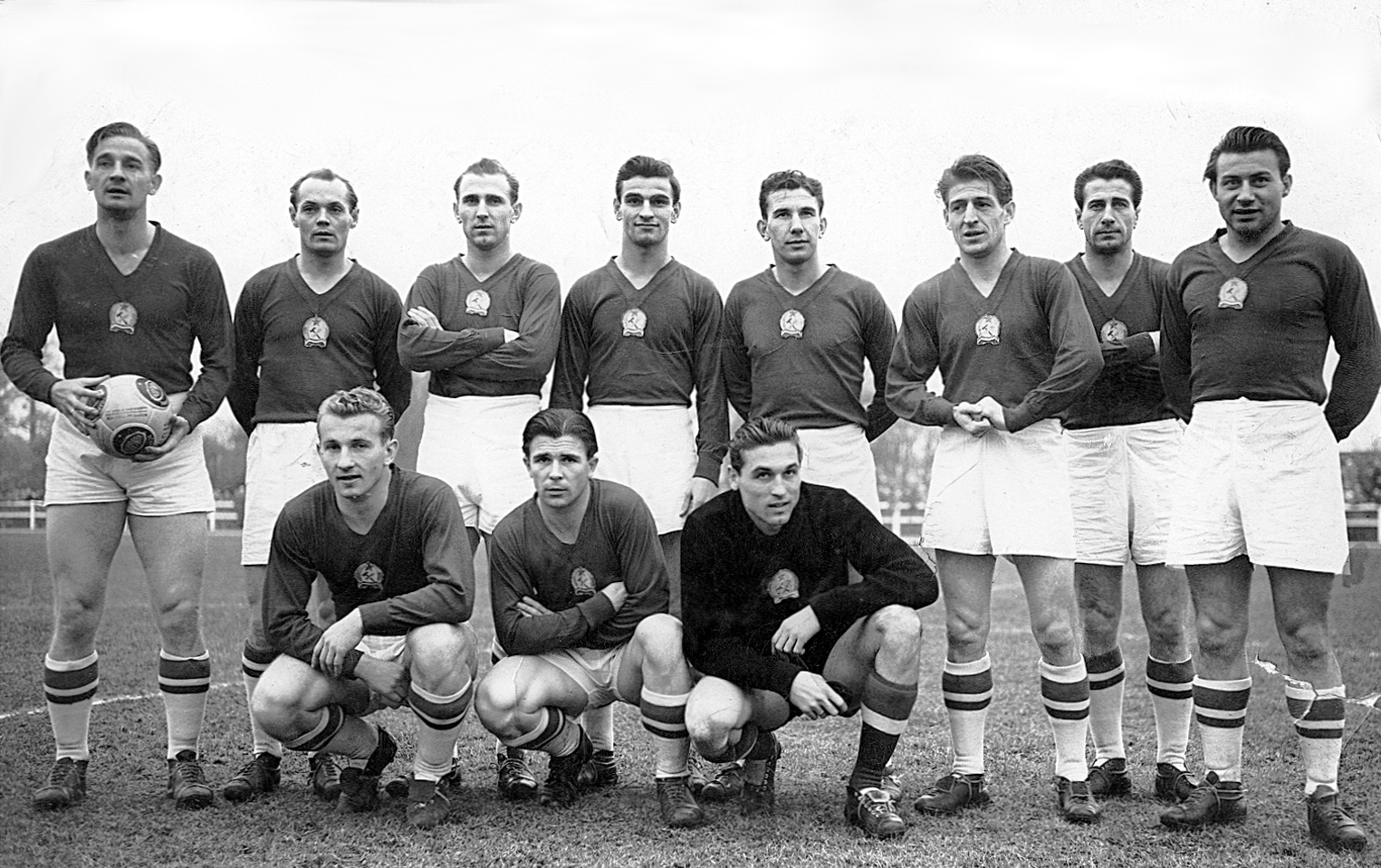
La "squadra d'oro" nel 1953.
In piedi: Gyula Lóránt, Jenő Buzánszky, Nándor Hidegkuti, Sándor Kocsis, József Zakariás, Zoltán Czibor, József Bozsik e László Budai.
Accosciati: Mihály Lantos, Ferenc Puskás e Gyula Grosics.

Squadra d'oro (in ungherese Aranycsapat) è l'appellativo con il quale è nota la nazionale di calcio dell'Ungheria degli anni cinquanta, allenata da Gusztáv Sebes e composta da celebri calciatori, tra i quali Ferenc Puskás, Gyula Grosics, Nándor Hidegkuti, Zoltán Czibor e Sándor Kocsis.

## Schema di gioco

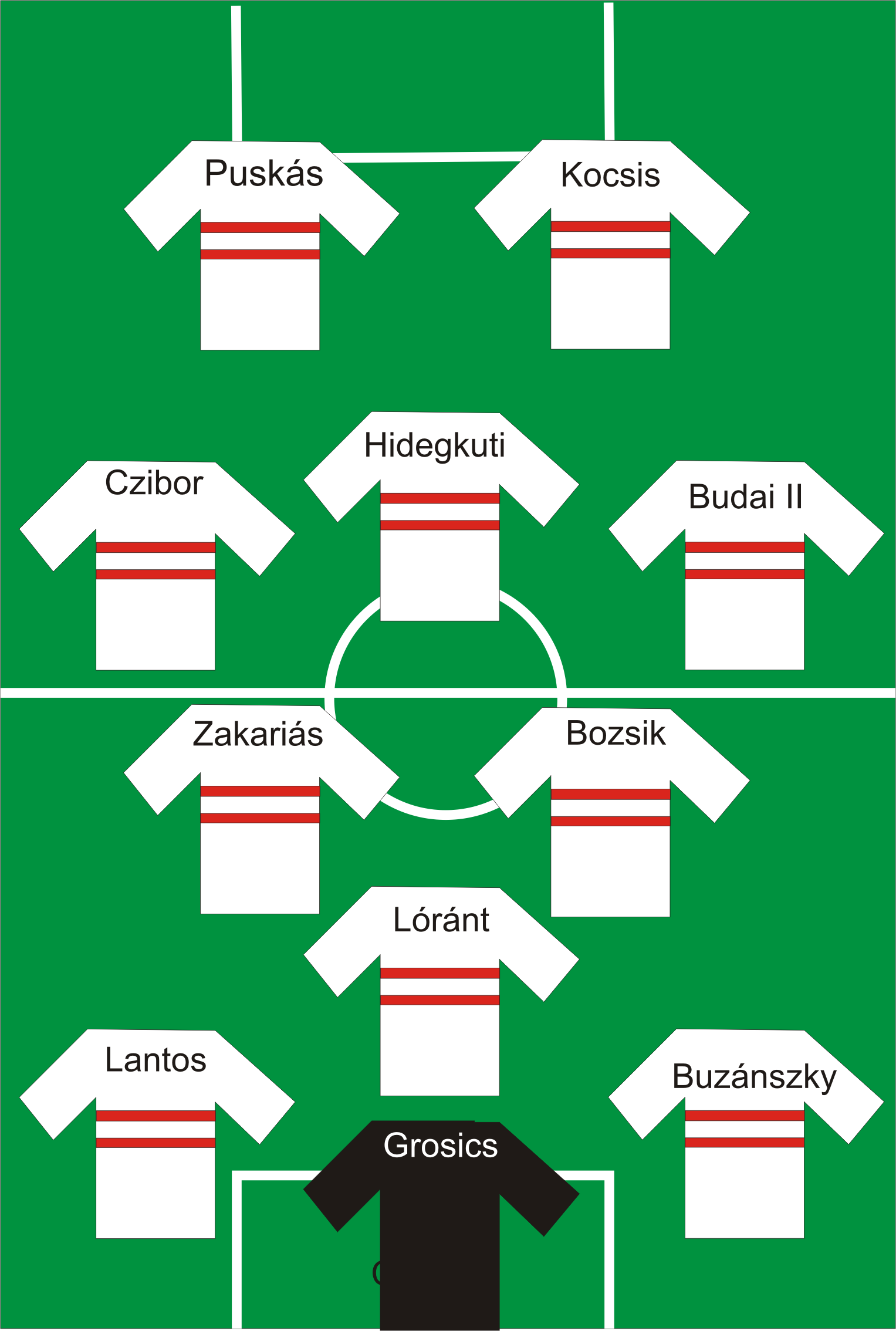
Il modulo tipico della "squadra d'oro"

L'ossatura della squadra era costruita sui giocatori dell'Honvéd di Budapest, i quali lasciarono sia il club che la nazionale dopo la rivoluzione ungherese del 1956.
Sebes giocava utilizzando il modulo della "doppia M", basato sul sistema: la fase difensiva ricalcava l'ormai consolidato "WM" (con Zakariás a fare da schermo molto "basso" davanti alla difesa), ma modificava sostanzialmente la fase offensiva tramite l'arretramento delle ali (molto larghe) e del centravanti (Hidegkuti, odierno "falso nueve"). Così facendo le mezze ali diventavano attaccanti puri, in una sorta di doppio centravanti, con molto spazio a disposizione. Puskás era la punta di diamante della squadra, un "10" capace di rifinire e finalizzare.

## Risultati raggiunti
I Mighty Magyars (inglese: "potenti magiari") conquistarono la medaglia d'oro alle Olimpiadi di Helsinki 1952, sconfiggendo la Jugoslavia 2-0. Durante la rassegna a cinque cerchi vinsero tutti e cinque gli incontri, mettendo a segno 20 reti e subendone solo 2. Si laurearono campioni anche della Coppa Internazionale 1948-1953, con Puskás e Deák nelle prime due posizioni della classifica marcatori. Gli ungheresi si resero inoltre protagonisti di importanti vittorie: nel 1953 l'undici guidato da Sebes sconfisse allo Stadio di Wembley l'Inghilterra per 6-3, bissando la vittoria l'anno seguente, in casa, con un reboante 7-1 (ancora oggi la peggior sconfitta di sempre per gli inglesi).
La leggenda della "squadra d'oro" si infranse solo al campionato del mondo 1954. L'Ungheria condusse un torneo pressoché perfetto - sconfiggendo anche il Brasile nella gara passata alla storia come la Battaglia di Berna - ma perse poi la finale contro la Germania Ovest nell'incontro noto come Miracolo di Berna.

## Calciatori
Di seguito l'elenco dei calciatori che hanno giocato almeno una partita nella nazionale ungherese tra l'esordio di Gusztáv Sebes come ct (Cecoslovacchia-Ungheria 5-2, 10 aprile 1948) e la rivoluzione ungherese (Austria-Ungheria 0-2, 14 ottobre 1956). I nomi sono ordinati secondo l'alfabeto ungherese.
- Gusztáv Aspirány
- György Babolcsai
- Sándor Balogh
- Nándor Bányai
- Pál Berendi
- József Bozsik
- János Börzsei
- László Budai
- Dezső Bundzsák
- Jenő Buzánszky
- Zoltán Czibor
- Pál Csernai
- Lajos Csordás
- Jenő Dalnoki
- Imre Danka
- Ferenc Deák
- Zoltán Dudás
- Béla Egresi
- Lajos Faragó
- Árpád Fazekas

- Máté Fenyvesi
- Sándor Gellér
- Gyula Grosics
- László Gyurik
- Géza Gulyás
- Sándor Hegyi
- Géza Henni
- Nándor Hidegkuti
- György Horváth
- István Ilku
- Zoltán Józsa
- Béla Kárpáti
- Tamás Kertész
- Mihály Keszthelyi
- Mihály Kispéter
- Sándor Kocsis
- Tibor Komáromi
- Antal Kotász
- Ferenc Kovács

- Imre Kóvács
- József Kóvács
- Károly Lakat
- Mihály Lantos
- Gyula Lóránt
- Ferenc Machos
- Sándor Mátrai
- Mihály Nagymarosi
- Géza Oláh
- János Palotai
- Péter Palotás
- Ferenc Puskás
- József Raduly
- László Rákóczi
- Ferenc Rudas
- Sándor Ruzsa
- Lajos Samus
- Károly Sándor
- László Sárosi

- István Sipos
- László Szabó
- Gyula Szilágyi
- István Szimcsák
- Ferenc Szojka
- Ferenc Szusza
- Sándor Szűcs
- György Takács
- Gyula Teleki
- Lajos Tichy
- Ferenc Tóth
- György Tóth
- József Tóth
- Mihály Tóth
- István Turai
- Pál Várhidi
- István Virág
- József Zakariás
- Sándor Zsédely

## Partite consecutive senza sconfitte
Fonte:
| Data              | Luogo     | Avversario     | Risultato    | Compet.              | Marcatori ungheresi                                  | Spettatori |
| ----------------- | --------- | -------------- | ------------ | -------------------- | ---------------------------------------------------- | ---------- |
| 4 giugno 1950     | Varsavia  | Polonia        | 5–2          | Amichevole           | Puskás (2), Szilágyi (3)                             | 60.000     |
| 24 settembre 1950 | Budapest  | Albania        | 12–0         | Amichevole           | Puskás (4), Budai (3), Palotás (2), Kocsis (2)       | 38.000     |
| 29 ottobre 1950   | Budapest  | Austria        | 4–3          | Amichevole           | Puskás (2), Szilágyi                                 | 45.000     |
| 12 novembre 1950  | Sofia     | Bulgaria       | 1–1          | Amichevole           | Szilágyi                                             | 35.000     |
| 27 maggio 1951    | Budapest  | Polonia        | 6–0          | Amichevole           | Kocsis (2), Sándor, Puskás (2), Czibor               | 42.000     |
| 14 ottobre 1951   | Ostrava   | Cecoslovacchia | 2–1          | Amichevole           | Kocsis (2)                                           | 45.000     |
| 18 novembre 1951  | Budapest  | Finlandia      | 8–0          | Amichevole           | Hidegkuti (3), Kocsis (2), Czibor, Puskás (2)        | 40.000     |
| 18 maggio 1952    | Budapest  | Germania Est   | 5–0          | Amichevole           | Hidegkuti (2), Szusza, Kocsis, Sándor                | 38.000     |
| 15 giugno 1952    | Varsavia  | Polonia        | 5–1          | Amichevole           | Kocsis (2), Puskás (2), Hidegkuti                    | 50.000     |
| 22 giugno 1952    | Helsinki  | Finlandia      | 6–1          | Amichevole           | Puskás (2), Bozsik, Kocsis (3), Palotás              | 25.000     |
| 15 luglio 1952    | Turku     | Romania        | 2–1          | Olimpiadi 1952       | Czibor, Kocsis                                       | 14.000     |
| 21 luglio 1952    | Helsinki  | Italia         | 3–0          | Olimpiadi 1952       | Palotás (2), Kocsis                                  | 20.000     |
| 24 luglio 1952    | Kotka     | Turchia        | 7–1          | Olimpiadi 1952       | Palotás, Kocsis (2), Lantos, Puskás (2), Bozsik      | 20.000     |
| 28 luglio 1952    | Helsinki  | Svezia         | 6–0          | Olimpiadi 1952       | Puskás, Palotás, Lindh (aut.), Kocsis (2), Hidegkuti | 35.000     |
| 2 agosto 1952     | Helsinki  | Jugoslavia     | 2–0          | Olimpiadi 1952       | Puskás, Czibor                                       | 60.000     |
| 20 settembre 1952 | Berna     | Svizzera       | 4–2          | Coppa Internazionale | Puskás (2), Kocsis, Hidegkuti                        | 30.000     |
| 19 ottobre 1952   | Budapest  | Cecoslovacchia | 5–0          | Amichevole           | Hidegkuti, Egresi, Kocsis (3)                        | 48.000     |
| 26 aprile 1953    | Budapest  | Austria        | 1–1          | Amichevole           | Czibor                                               | 44.000     |
| 17 maggio 1953    | Roma      | Italia         | 3–0          | Coppa Internazionale | Hidegkuti, Puskás (2)                                | 80.000     |
| 5 luglio 1953     | Stoccolma | Svezia         | 4–2          | Amichevole           | Puskás, Budai, Kocsis, Hidegkuti                     | 40.000     |
| 4 ottobre 1953    | Sofia     | Bulgaria       | 1–1          | Amichevole           | Szilágyi                                             | 45.000     |
| 4 ottobre 1953    | Praga     | Cecoslovacchia | 5–1          | Amichevole           | Csordás (2), Hidegkuti, M. Tóth, Puskás              | 47.000     |
| 11 ottobre 1953   | Vienna    | Austria        | 3–2          | Amichevole           | Csordás, Hidegkuti (2)                               | 65.000     |
| 15 novembre 1953  | Budapest  | Svezia         | 2–2          | Amichevole           | Palotás, Czibor                                      | 80.000     |
| 25 novembre 1953  | Londra    | Inghilterra    | 6-3          | Amichevole           | Hidegkuti (3), Puskás (2), Bozsik                    | 100.000    |
| 12 febbraio 1954  | Il Cairo  | Egitto         | 3–0          | Amichevole           | Puskás (2), Hidegkuti                                | 28.000     |
| 11 aprile 1954    | Vienna    | Austria        | 1–0          | Amichevole           | Happel (aut.)                                        | 65.000     |
| 23 maggio 1954    | Budapest  | Inghilterra    | 7–1          | Amichevole           | Lantos, Puskás (2), Kocsis (2), M. Tóth, Hidegkuti   | 92.000     |
| 17 giugno 1954    | Zurigo    | Corea del Sud  | 9–0          | Mondiali 1954        | Puskás (2), Lantos, Kocsis (3), Czibor, Palotás (2)  | 18.000     |
| 20 giugno 1954    | Basilea   | Germania Ovest | 8–3          | Mondiali 1954        | Kocsis (4), Puskás, Hidegkuti (2), J. Tóth           | 65.000     |
| 27 giugno 1954    | Berna     | Brasile        | 4–2          | Mondiali 1954        | Hidegkuti, Kocsis (2), Lantos                        | 60.000     |
| 30 giugno 1954    | Losanna   | Uruguay        | 4–2 (d.t.s.) | Mondiali 1954        | Czibor, Hidegkuti, Kocsis (2)                        | 37.000     |

## Palmarès
- Oro olimpico: 1

1952
- Coppa Internazionale: 1

1948-1953

### Altri piazzamenti
- Secondo posto al campionato del mondo 1954